# Șopârla uriașă
Giant Gila Monster este un film SF american din 1959 regizat de Ray Kellogg. În rolurile principale joacă actorii Don Sullivan, Lisa Simone, Fred Graham.

## Prezentare
O șopârlă gigantică terorizează o comunitate rurală din Texas. Un adolescent încearcă să distrugă creatura.

## Actori
- Don Sullivan ca Chase Winstead
- Fred Graham ca Sheriff Jeff
- Lisa Simone ca Lisa
- Shug Fisher ca Old Man Harris
- Bob Thompson ca Mr. Wheeler
- Janice Stone ca Missy Winstead
- Ken Knox ca Horatio Alger 'Steamroller' Smith
- Gay McLendon ca Mom Winstead
- Don Flournoy ca Gordy
- Cecil Hunt ca Mr. Compton
- Stormy Meadows ca Agatha Humphries
- Howard Ware ca Ed Humphries
- Pat Reeves ca Rick
- Jan McLendon ca Jennie
- Jerry Cortwright ca Bob

## Vezi și
- Lista episoadelor din Mystery Science Theater 3000